# Cartucho (armas de fuego)

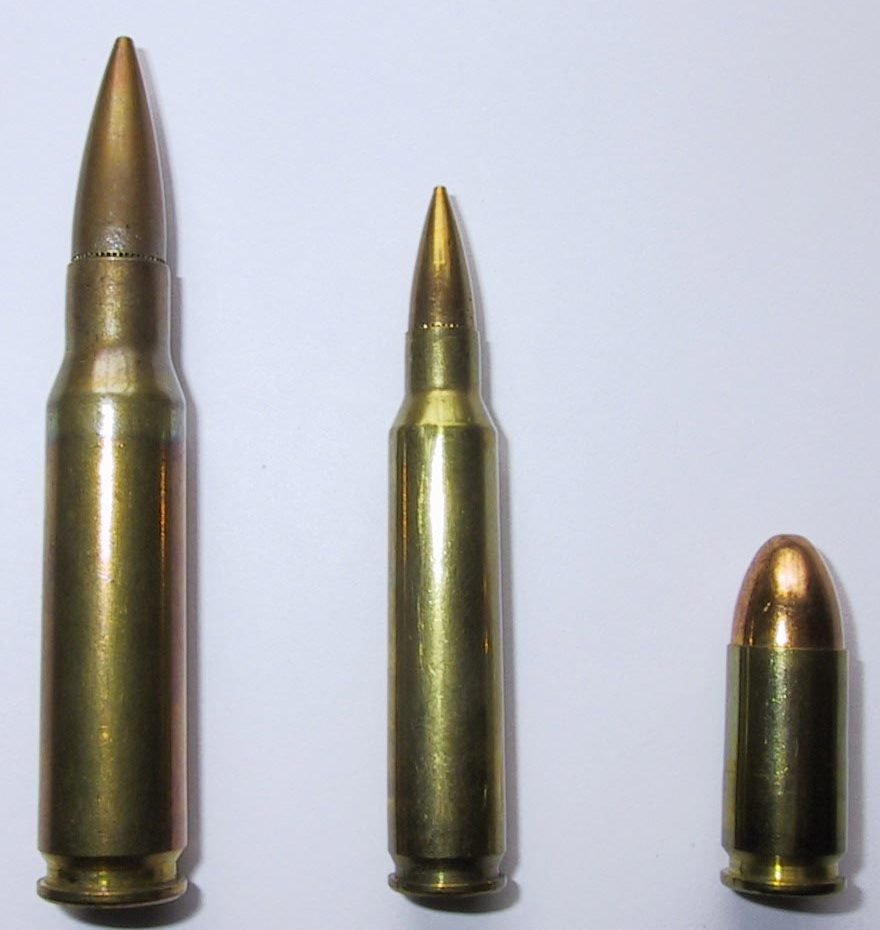
De izquierda a derecha: cartuchos de los calibres 7,62 mm, 5,56 mm y 9 mm.

Un cartucho es un conjunto formado por un recipiente metálico, de papel o plástico llamado vaina o casquillo, la bala, la pólvora y el fulminante. Esto último en cuanto a los cartuchos metálicos. Los cartuchos semimetálicos (de escopeta), cuando cargaban perdigones o postas, tradicionalmente alojaban un taco de cartón o fieltro entre la pólvora y los proyectiles. Los cartuchos semimetálicos modernos incorporan un contenedor de plástico dentro del cual se aloja la munición, bien sean perdigones, postas o incluso una bala.
Los cartuchos se pueden clasificar por el tipo de sus cebadores: una pequeña carga de impacto o mezcla química sensible a la electricidad que se encuentra: en el centro de la cabeza del caso (fuego central); dentro del percutor (percusión anular); dentro de las paredes en el pliegue de la base de la caja que tiene forma de copa, ahora obsoleta; en una proyección lateral que tiene forma de alfiler, ahora obsoleto; o un labio, ahora obsoleto; o en una pequeña protuberancia en forma de pezón en la base de la caja (cartucho de pezón, ahora obsoleto). Solo el fuego central y el fuego anular sobrevivieron al uso generalizado en la actualidad.
Los productores militares y comerciales continúan persiguiendo el objetivo de municiones sin vaina. Algunas municiones de artillería utilizan el mismo concepto de cartucho que se encuentra en las armas pequeñas. En otros casos, el proyectil de artillería está separado de la carga propulsora.
Un cartucho sin proyectil se llama blanco; uno que es completamente inerte (no contiene cebador activo ni propulsor) se llama ficticio; uno que no se encendió y disparó el proyectil se llama fracaso; y uno que se encendió pero no pudo empujar suficientemente el proyectil fuera del cañón se llama squib.

## Origen
El origen del cartucho se sitúa en torno al siglo XVI; consistía en un envoltorio de papel que contenía la pólvora y la bala. En la obra de Bernardino de Mendoza Teoría y práctica de la guerra, escribía que "... los artilleros hacen cachuchos (sic) o sacos para cargar más fácilmente y apresurar las rociadas...".  
En un principio el cartucho era de papel, conteniendo el proyectil y la pólvora; el soldado debía romper, generalmente con la boca, el extremo de papel del cartucho, verter la pólvora en la cazoleta y en el interior del cañón, y a continuación introducir el proyectil envuelto en el papel y atacarlo con la baqueta.
En 1800, Edward Charles Howard descubre las pólvoras fulminantes, y en 1807 el sacerdote escocés Alexander John Forsyth inventa la llave de percusión dándole un uso a las pólvoras fulminantes en forma de cápsula fulminante.

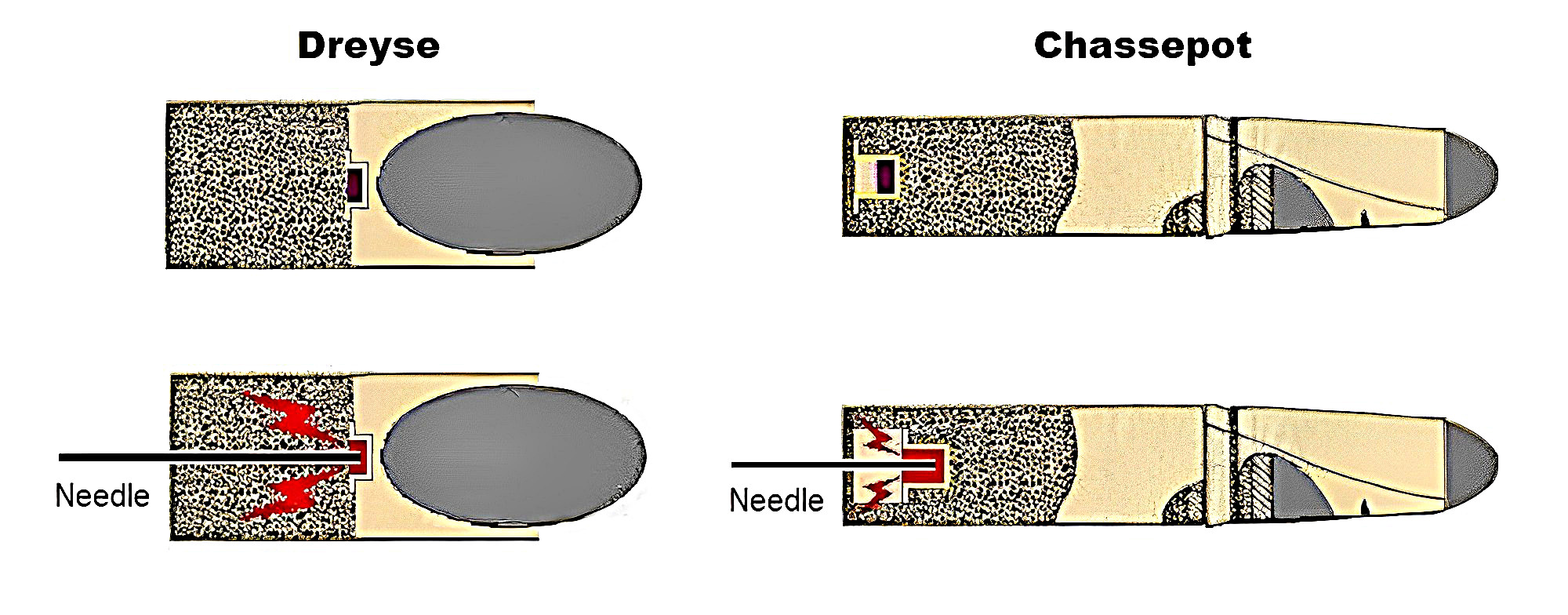
Diagramas de los cartuchos Dreyse y Chassepot.

En 1836 Johann Nikolaus Dreyse inventa un nuevo cartucho y fusil, el fusil Dreyse. Este fusil monotiro y de cerrojo usaba un cartucho de papel que se quemaba en el disparo y que contenía todos los elementos necesarios para el disparo, pero con la peculiaridad de que la cápsula fulminante iba colocada detrás del proyectil y a continuación la pólvora. El fusil Dreyse fue usado por Prusia.

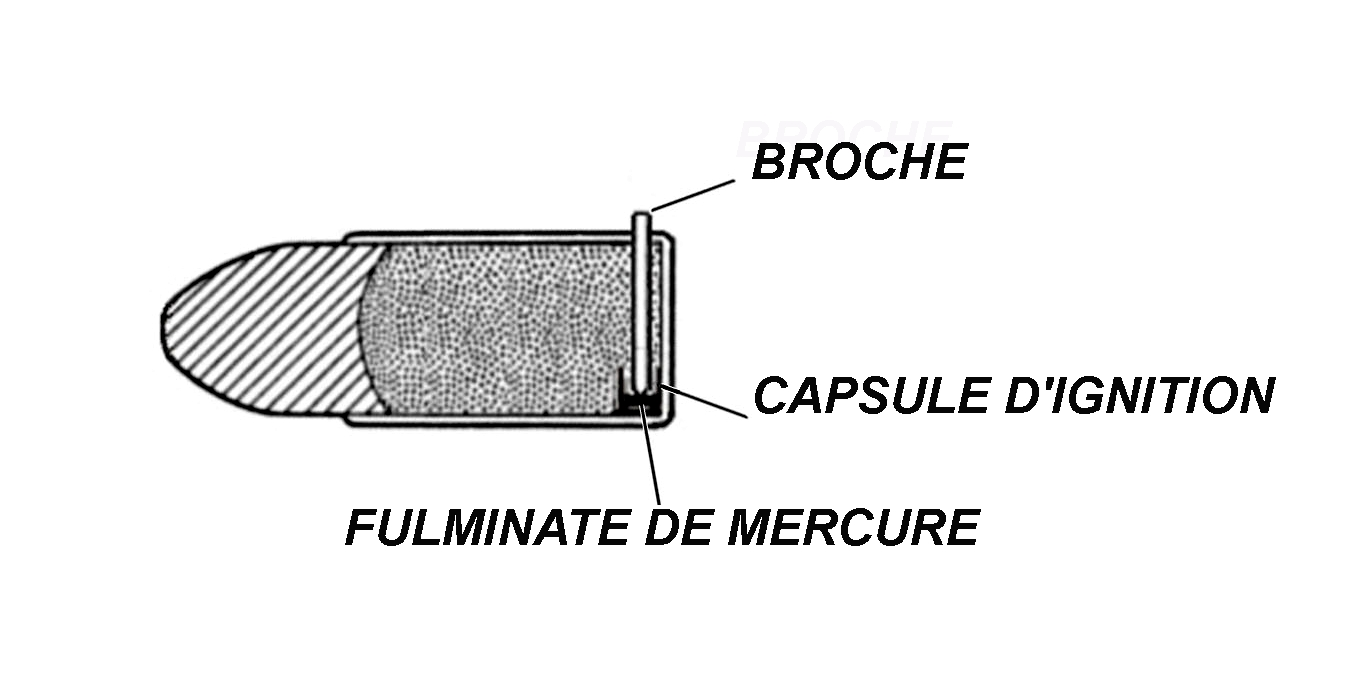
Diagrama del cartucho Lefaucheux.

En 1836 Casimir Lefaucheux inventa el cartucho Lefaucheux. El cartucho tenía el fulminante en el interior, teniendo una espiga vertical en donde golpeaba el martillo del arma. En un principio los cartuchos fueron de cartón. Al no ser un cartucho combustible permitía un mejor sellado de la recámara y aprovechamiento de los gases; a partir de 1848 se fabricó totalmente metálico.
En 1845 aparecen los cartuchos Flobert, desarrollados por Nicolas Flobert, con vaina totalmente metálica y de potencia escasa. Se alargó una cápsula fulminante y se le colocó un proyectil de pequeño calibre, siendo la base de los cartuchos de percusión anular. El proyectil era esférico.

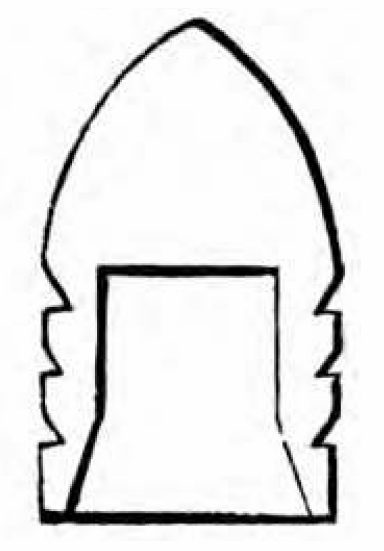
Sección de la bala Minié.

A partir de 1848 comienza el desarrollo de la bala Minié, de avancarga, hueca en su base y que permitía una perfecta adaptación al ánima del cañón: la presión de los gases, al quemarse la pólvora, hace que la base se expanda contra las estrías del cañón. Permitía un fácil atacado, al ser más pequeña que el calibre del arma.

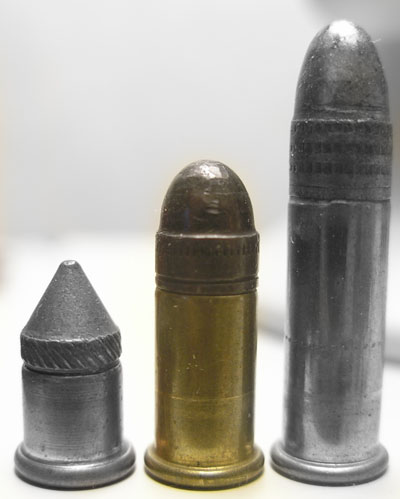
De izquierda a derecha: Cartucho Flobert, .22 Corto y .22 LR.

En 1857, la compañía Smith and Wesson desarrolla el cartucho .22 Corto, para su revólver Smith & Wesson Modelo 1. Básicamente el .22 Corto era un cartucho Flobert al que habían añadido pólvora y colocado un proyectil cilíndrico ojival.

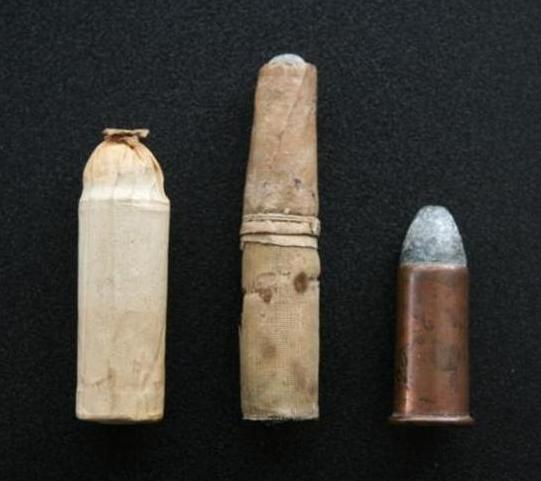
De izquierda a derecha: cartucho Dreyse 15,43 mm, cartucho Chassepot 11 mm y cartucho .56-56 Spencer.

En 1866 Francia adopta el fusil fusil Chassepot, de cerrojo y monotiro, con cartucho de papel, pero con la cápsula fulminante en el culote del cartucho.
Conforme aumentaba la potencia de los cartuchos de percusión anular se aumentaba el grosor de la vaina, por lo que en un momento dado la aguja percutora no tenía suficiente potencia para conseguir la ignición del fulminante. En Estados Unidos el coronel Hiram Berdan y en Gran Bretaña el coronel Edward Mounier Boxer, casi simultáneamente, desarrollan una cápsula fulminante que se colocaba en un orificio practicado en el centro del culote de la vaina.
Paul Marie Eugène Vieille, en 1884, inventa la pólvora sin humo, diseñando en 1886 Nicolas Lebel el 8 mm Lebel, primer cartucho en utilizar la pólvora sin humo.

## Generalidades

Un cartucho consta de las siguientes partes: 1. bala, 2. vaina o casquillo, 3. carga propulsora, 4. culote, 5. cápsula fulminante.

Es del tamaño apropiado para ajustarse a la recámara de un arma de fuego. Una pequeña carga de un elemento químico sensible a los impactos que se puede encontrar en el centro o en el borde del culote del cartucho, con objeto transmitir una energía de activación suficiente a la pólvora y producir su ignición. 
Un cartucho sin bala es un cartucho de fogueo.
Podemos definir el cartucho como el cuerpo compacto y unitario que reúne todos los elementos necesarios para producir un disparo en un arma de fuego.
Se entiende por cartuchería todo tipo de cartuchos dotados de vaina con pistón y cargados con pólvora, lleven o no proyectiles incorporados.

### Componentes
En el cartucho metálico su casquillo está elaborado completamente de metal y es de utilización generalizada en las armas de ánima estriada.
Algunos cartuchos tienen vaina plástica con una cápsula fulminante metálica, o tienen un culote metálico.
El cartucho para arma de defensa consiste en un tubo hueco (vaina o casquillo), generalmente de metal, con una carga de proyección en su interior; en su parte abierta se introduce a presión un proyectil u ojiva (bala), y en su base (culote) se encuentra el elemento de iniciación (pistón o fulminante).
Las vainas del revólver y las de la pistola se diferencian en que las del revólver hacen tope en el tambor con la pestaña del culote, que sobresale un par de milímetros en toda su circunferencia, y las vainas de pistola son rectas y tienen próximo al culote un surco que se denomina ranura de extracción. Otras como las de calibre 5,5 mm (.22) son de percusión anular, por lo que no tienen pistón, solo fulminante que inicia la deflagración de la pólvora.
En definitiva, los componentes de un cartucho son: vaina, carga de proyección, cápsula fulminante y proyectil.

### Tipos

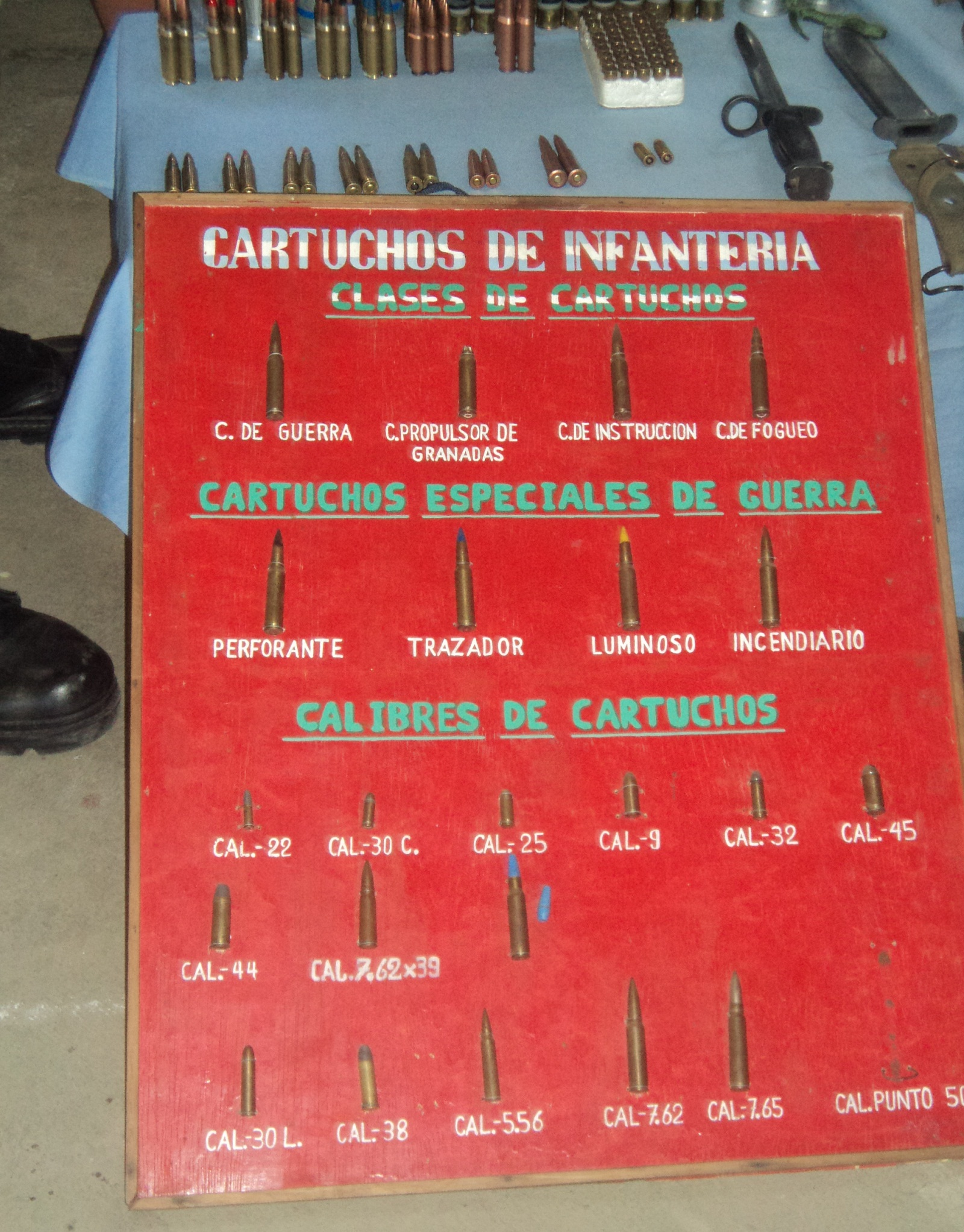
Diferentes tipos de cartuchos expuestos en Tarija.

Hay que distinguir dos tipos principales de cartuchos:
Cartuchos semimetálicos o de escopeta
Son aquellos que están diseñados para usarse en un arma de ánima lisa. Dentro de estos se localizan cuatro importantes componentes. El pistón, la pólvora, el taco y la munición –perdigones, postas o bala–. Los principales calibres son 12, 16 y 20.
Cartuchos metálicos
Son aquellos que están enteramente fabricados en metal. Se caracterizan, a diferencia de los anteriores, en que estos solo tienen un proyectil que propulsan a gran velocidad, llegando a más de 2000 m/s. 
Debido a sus múltiples usos, hay infinidad de cartuchos que montan balas de distinto calibre, desde el pequeño .22 Long Rifle de 5,5 mm hasta los potentes 12,7 x 99 OTAN, .500 Nitro Express o .500 S&W Magnum de 12,7 mm, pasando por los famosos .223 Remington de 5,56 mm y .30-06 Springfield o .300 Winchester Magnum de 7,62 mm.

## Munición de fogueo
- 7.62×51mm OTAN (izquierda)
- 9×19mm Parabellum (derecha).

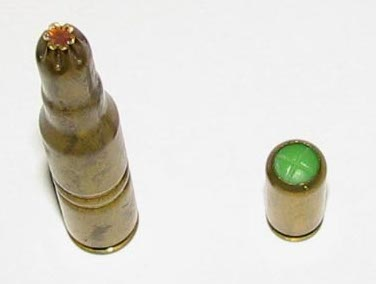
Cartuchos de fogueo:

Un cartucho de fogueo es un cartucho cargado que no contiene un proyectil o, alternativamente, utiliza un proyectil no metálico (por ejemplo, de madera) que se pulveriza al golpear un adaptador de disparo de fogueo. Para contener el propulsor, la abertura donde normalmente se ubicaría el proyectil se cierra a presión y/o se sella con algún material que se dispersa rápidamente al salir del cañón.
Este material de sellado aún puede causar daños a muy corta distancia. El actor Jon-Erik Hexum murió cuando se pegó un tiro en la cabeza con una arma de fogueo, y el actor Brandon Lee murió durante el rodaje de El cuervo cuando un cartucho de fogueo disparado impulsó una bala que se había quedado atascada en el ánima en una toma anterior; le atravesó el abdomen y la columna vertebral. El arma no había sido desactivada correctamente y anteriormente se había utilizado un cartucho cebado con una bala en lugar de un maniquí. Alguien apretó el gatillo y el detonador clavó la bala silenciosamente en el orificio.
Los cartuchos de fogueo se usan en el entrenamiento, pero no siempre hacen que un arma se comporte de la misma manera que la munición real; el retroceso siempre es mucho más débil, y algunas armas automáticas solo funcionan correctamente cuando la pistola está equipada con un adaptador de disparo de fogueo para confinar la presión del gas dentro del cañón para operar el sistema de gas.
Los cartuchos de fogueo también se pueden usar para lanzar una granada de rifle, aunque los sistemas posteriores usaron un diseño de "trampa de balas" que captura una bala de una ronda convencional, acelerando el despliegue. Esto también niega el riesgo de disparar por error una bala real a la granada de rifle, lo que hace que explote instantáneamente en lugar de impulsarla hacia adelante.
Los cartuchos de fogueo también se utilizan como lanzadores dedicados para impulsar un gancho de agarre, una línea de cuerda o una bengala, o como un señuelo de entrenamiento para entrenar perros de caza.
Las cargas de energía utilizadas en una variedad de pistolas de clavos son esencialmente cartuchos de fogueo de percusión anular.

## Cartuchos inertes

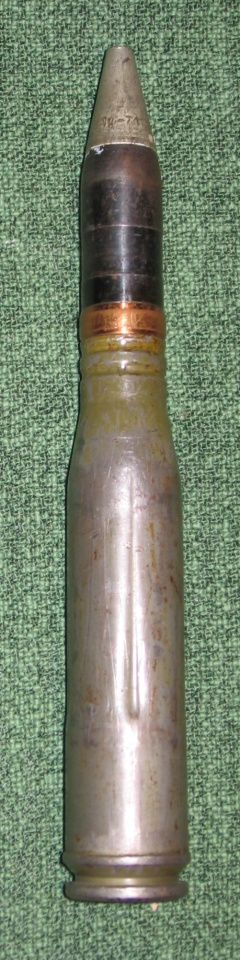
Cartucho de 23×152mm, taladro redondo

Las rondas de perforación son versiones inertes de cartuchos que se utilizan para la formación y la práctica durante el entrenamiento militar. Aparte de la falta de propulsor y cebador, estos son del mismo tamaño que los cartuchos normales y encajarán en el mecanismo de un arma de la misma manera que lo hace un cartucho real. Debido a que disparar en seco (soltar el percutor con una recámara vacía) un arma a veces puede provocar daños en el percutor, las rondas ficticias denominadas tapas a presión o snap cap están diseñadas para proteger las armas de percusión central de posibles daños durante el "percutor" y prácticas de control de desencadenantes de incendios.
Para distinguir las rondas de perforación y las tapas a presión de las rondas vivas, se marcan de manera distintiva. Se utilizan varias formas de marcas; p.ej. colocando flautas de colores en la caja, perforando agujeros a través de la caja, coloreando la bala o el cartucho, o una combinación de estos. En el caso de rondas de perforación de fuego central, el cebador a menudo estará ausente, su orificio de montaje en la base se deja abierto. Debido a que estos son mecánicamente idénticos a las municiones vivas, que están diseñadas para cargarse una vez, dispararse y luego desecharse, las municiones de perforación tienden a desgastarse y dañarse significativamente con el paso repetido a través de cargadors y mecanismos de disparo, y deben inspeccionarse con frecuencia para asegurarse de que no estén tan degradados como para ser inutilizables. Por ejemplo, las vainas pueden rasgarse o deformarse y engancharse en las piezas móviles, o la bala puede separarse y permanecer en la recámara cuando se expulsa la vaina.

### Mek-Porek

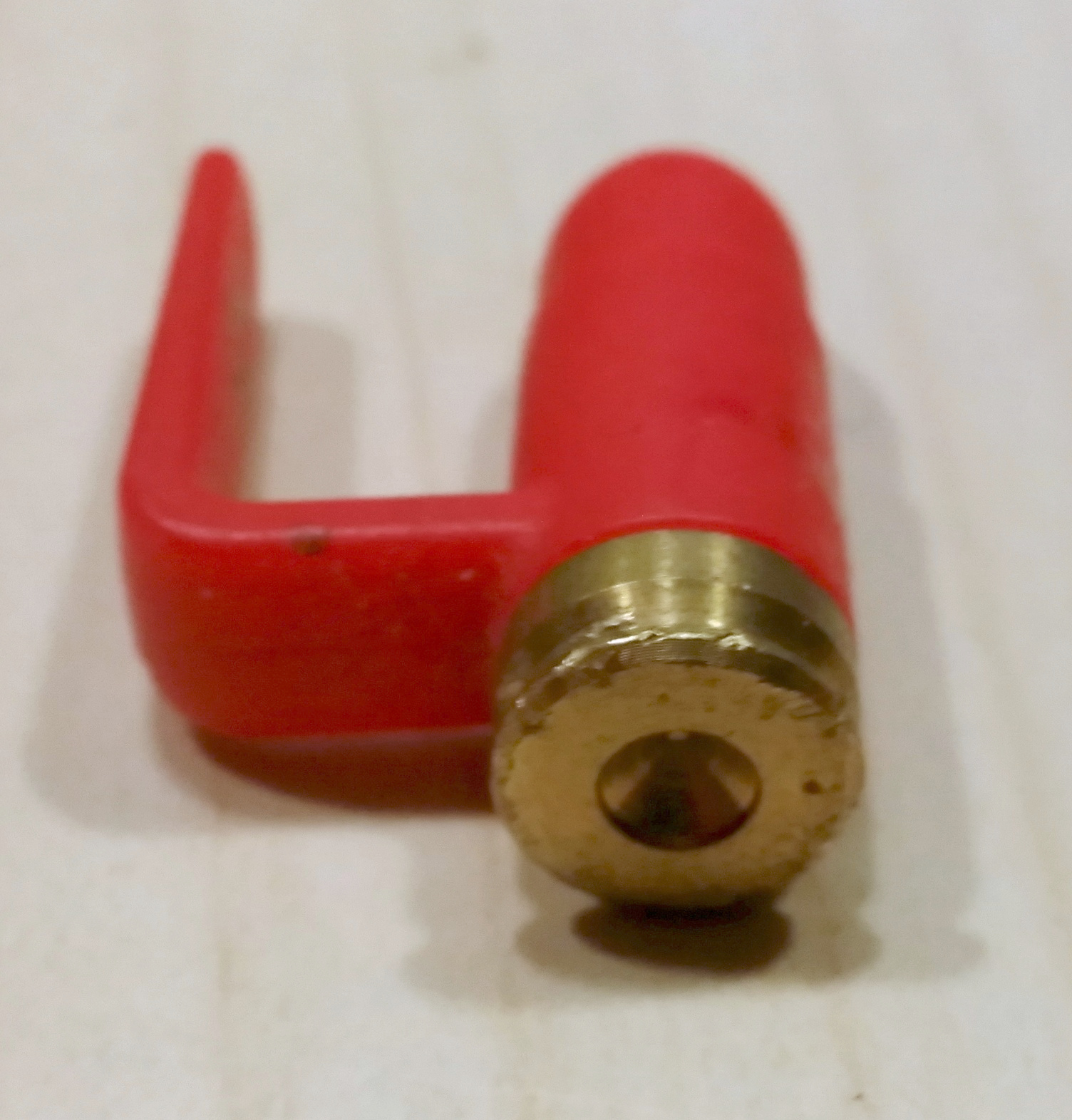
Mek-Porek de calibre 9 × 19 mm.

El Mek-Porek de colores brillantes es una base de cartucho inerte diseñada para evitar que un cartucho real se coloque en la cámara sin querer, para reducir las posibilidades de una descarga accidental por falla mecánica o del operador. Una bandera en forma de L es visible desde el exterior para que el tirador y otras personas involucradas sepan instantáneamente la situación del arma. El Mek-Porek generalmente está atado a su arma por una cuerda corta y puede expulsarse rápidamente para dar paso a una ronda real si la situación lo amerita repentinamente. Este dispositivo de seguridad es estándar en las Fuerzas de Defensa de Israel.

### Snap cap

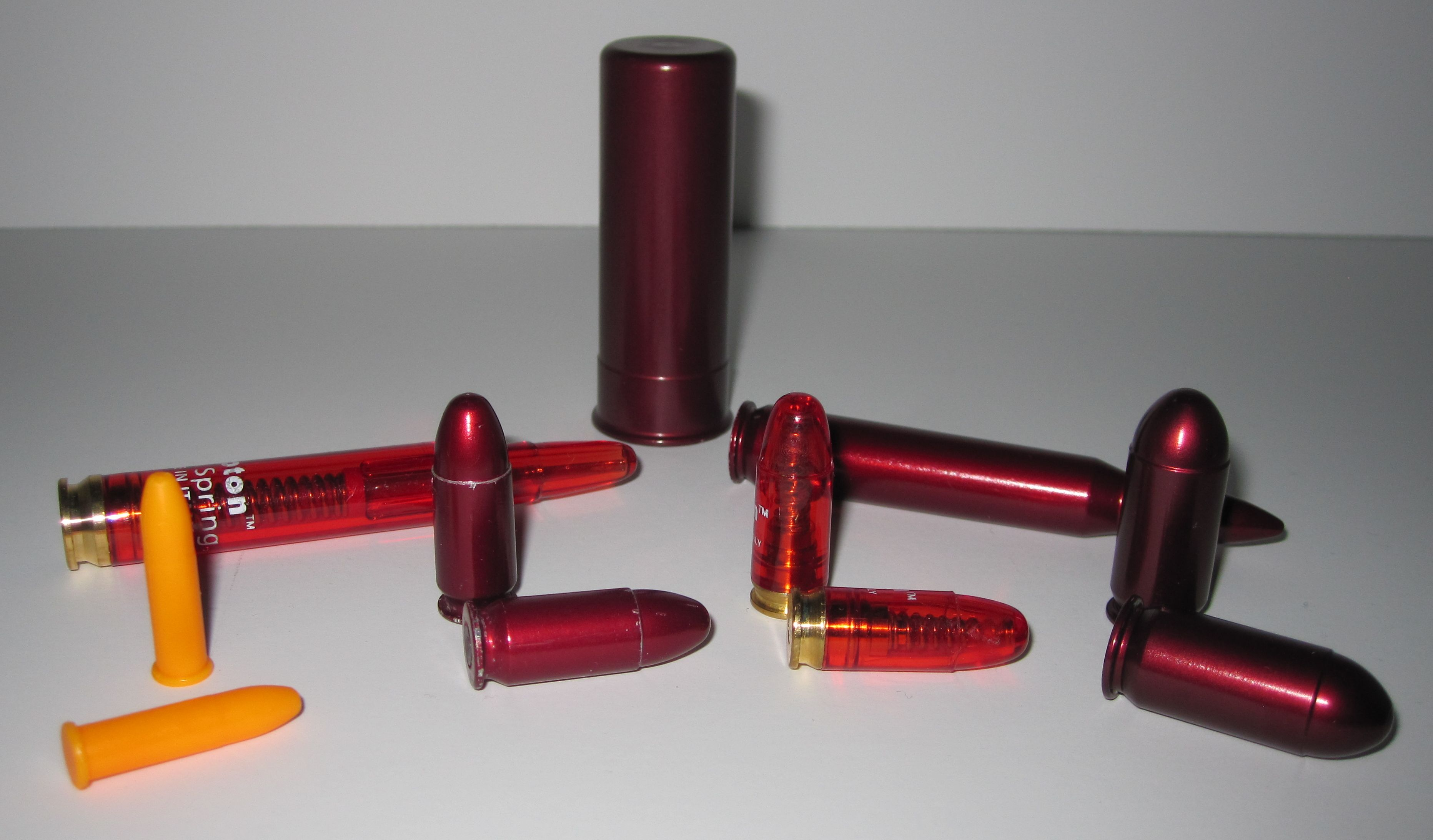
Una variedad de tapas a presión de diferentes calibres

Una tapa a presión es un dispositivo que tiene la forma de un cartucho estándar pero no contiene cebador, propulsor ni proyectil. Se utiliza para garantizar que disparar en seco armas de fuego de ciertos diseños no causen daños. Una pequeña cantidad de armas de fuego de percusión anular y percusión central de diseño más antiguo no deben probarse con la recámara vacía, ya que esto puede provocar el debilitamiento o la rotura del percutor y un mayor desgaste de otros componentes en esas armas de fuego. En el caso de un arma de percusión anular de diseño primitivo, el disparo en seco también puede provocar la deformación del borde de la recámara. Por esta razón, algunos tiradores usan una tapa a presión en un intento de amortiguar el percutor del arma a medida que avanza. Algunas tapas a presión contienen una imprimación falsa humedecida con resorte, o una hecha de plástico, o ninguna; los resortes o el plástico absorben la fuerza del percutor, lo que permite al usuario probar con seguridad el funcionamiento de la acción del arma de fuego sin dañar sus componentes.
Las tapas a presión y las rondas ficticias que prueban la acción también funcionan como una herramienta de entrenamiento para reemplazar las rondas reales para ejercicios cargar y descargar, así como el entrenamiento para fallos de encendido u otros fallos de funcionamiento, ya que funcionan de manera idéntica a una ronda real "fallida" que no se ha encendido. Por lo general, una tapa a presión se puede usar para 300 a 400 clics. Después de eso, debido al agujero en el cebador falso, el percutor no lo alcanza.

## Especificaciones

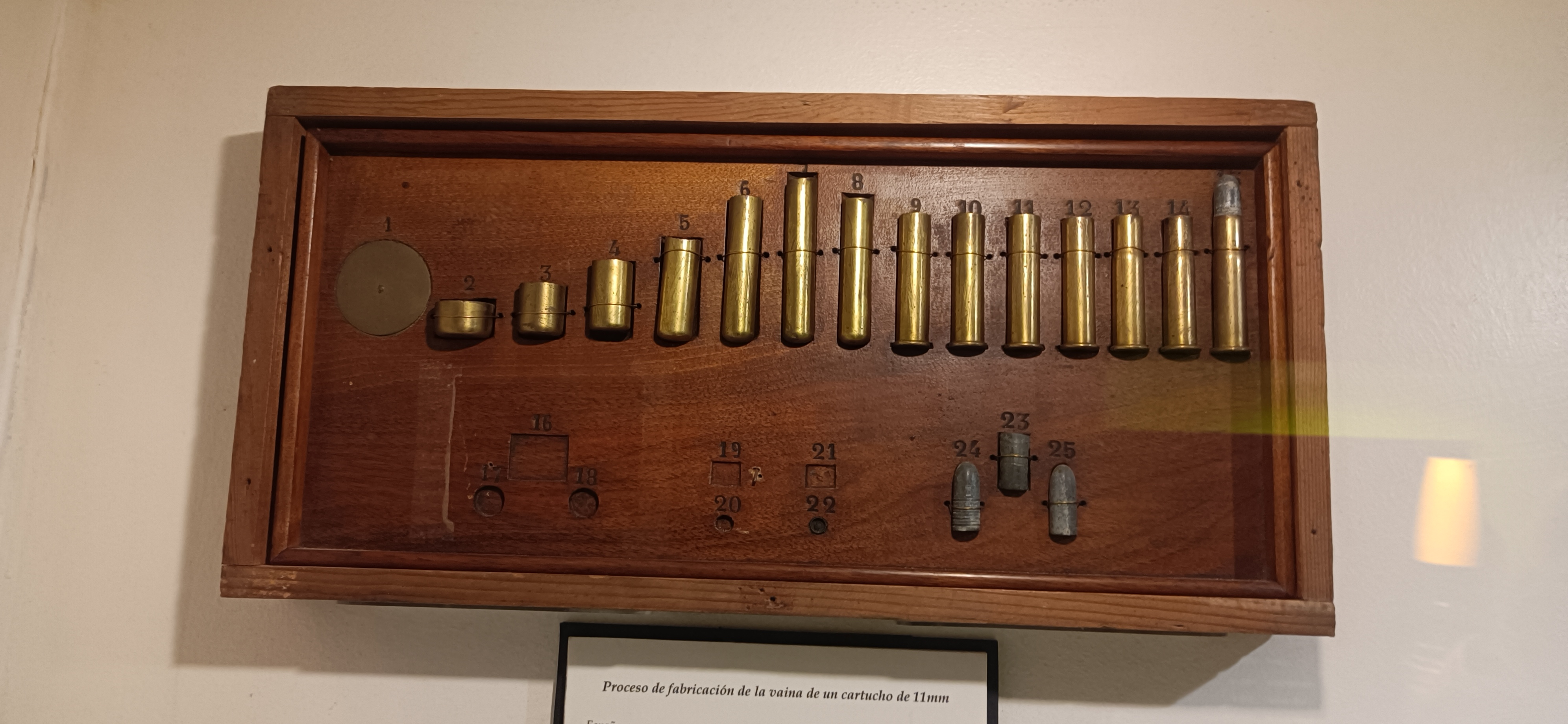
Proceso de fabricación de la vaina de un cartucho de 11 milímetros.

Las especificaciones críticas de los cartuchos incluyen el tamaño del cuello, el peso y el calibre de la bala, la presión máxima, el espacio para la cabeza, la longitud total, el diámetro y la conicidad del cuerpo de la vaina, el diseño del hombro, el tipo de reborde, etc. Por lo general, todas las características de un tipo específico de cartucho están estrictamente controladas y pocos tipos son intercambiables en modo alguno. Existen excepciones, pero por lo general, éstas son sólo cuando un cartucho cilíndrico más corto se puede utilizar en una recámara más larga, (por ejemplo, .22 Short en una recámara .22 Long Rifle, .32 H&R Magnum en una recámara .327 Federal Magnum, y .38 Special en una recámara .357 Magnum). El tipo de cebo (Boxer o Berdan) es intercambiable, aunque no en la misma caja. La desviación en cualquiera de estas especificaciones puede provocar daños en el arma de fuego y, en algunos casos, lesiones o la muerte. Del mismo modo, el uso de un tipo incorrecto de cartucho en un arma determinada puede dañar el arma o causar lesiones corporales.
Las especificaciones de los cartuchos las determinan varias organizaciones de normalización, como la SAAMI en Estados Unidos y la C.I.P. en muchos países europeos. La OTAN también realiza sus propias pruebas de cartuchos militares para sus países miembros; debido a las diferencias en los métodos de prueba, los cartuchos de la OTAN (con la cruz de la OTAN en la cabeza) pueden presentar una combinación insegura cuando se cargan en un arma con recámara para un cartucho certificado por uno de los otros organismos de prueba.
El diámetro de la bala se mide como una fracción de pulgada (normalmente en 1/100 o en 1/1000) o en milímetros. La longitud de la vaina del cartucho también puede designarse en pulgadas o milímetros.